# Лиллман, Тонми
Тонми Кристиан Лиллман (фин. Tonmi Kristian Lillman; 3 июня 1973 — 13 февраля 2012) — финский рок-музыкант, барабанщик групп Sinergy, To/Die/For и Lordi, который выступал под псевдонимом Otus (с фин. — «Тварь»).

## Биография
Родился в семье музыканта. В возрасте 9 лет начал учиться игре на барабанах, в 14 лет стал выступать на концертах. Играл также на клавишных инструментах и гитаре. Профессиональное музыкальное образование получил в консерватории Коувола по классу ударных, также обучался там цифровой аудиозаписи. Выступал за свою карьеру в различных фолк-музыкальных и танцевальных коллективах, среди первых рок-групп выделяются Kylähullut, Vanguard, Reflexion, Twilight Ophera и 3rror. Известность приобрёл по выступлениям в составах групп Sinergy, To/Die/For и Lordi (коллектив Томми Путаансуу стал для него последним в жизни).
Помимо всего прочего, Лиллман занимался профессионально звукозаписью, помогая различным рок-группам записывать альбомы. Ему довелось работать с группами Beherit, Bloodride, Chainhill, D-Creation, Exsecratus, Fierce, Fear Of Domination, Heorot, In Silentio Noctis, Laava, Lie in Ruins, MyGRAIN, Rage My Bitch, Raivopäät, Roo, Rujo, Rytmihäiriö, Saattue, Serene Decay, Trauma, Vapaat Kädet и V For Violence. Также он был графическим дизайнером, занимаясь разработкой видеоклипов для различных групп: будучи специалистом по 3D-графике, Тонми создавал клипы для групп Ajattara, Mind Of Doll, Kylähullut, Vanguard и других; он же является автором обложек альбомов групп To/Die/For, Sinergy, Kylähullut, Hateframe, D-Creation и Dance Nation; Тонми также был одним из авторов фоновых анимаций live-выступлений группы Lordi. Ему приписывается авторство различных баннеров и видеороликов для сайтов с онлайн-играми.
В конце своей жизни Лиллман попал в группу Lordi, заменив ушедшего оттуда барабанщика Сампсу «Kita» Асталу. По мнению Томми Путаансуу, «Отус» (такое прозвище получил новоиспечённый ударник) стал одним из самых страшных участников группы. Первый концерт он дал 5 ноября 2010 в Санкт-Петербурге в Зале Ожидания во время гастрольного тура Europe For Breakfast Tour. 13 февраля 2012 группа заявила о кончине Отуса, однако не назвала причину смерти музыканта. В память о нём журнал «Lordi Fan Nation» выпустил специальный номер, посвящённый Отусу. В 2013 году на новом альбоме To Beast or Not to Beast появился трек «SCG6: Otus' Butcher Clinic» с барабанным соло Отуса на концерте в Париже в память о покойном.